# Muhàmmad al-Mustànsir
Abu-Abd-Al·lah Muhàmmad (I) al-Mustànsir ibn Yahya (I), més conegut com a al-Mustànsir o Muhàmmad al-Mustànsir o Abu-Abd-Al·lah al-Mustànsir (1228-1277) fou un emir hàfsida i califa almohade hàfsida, fill i successor d'Abu-Zakariyya Yahya ibn Abd-al-Wàhid el 1249. Era molt amic de la fastuositat i el 1253 va prendre el títol califal d'al-Mustànsir bi-L·lah. La seva política de prestigi li va reportar alguns èxits polítics al Marroc, la península Ibèrica, l'Hijaz i Egipte. Els àrabs d'Ifríqiya van intentar alguna revolta i complot però mai van posar en perill el seu tron.
El 1256 o 1257 va signar un tractat amb Jaume I de Catalunya i Aragó que reglamentava la presència comercial, militar i eclesiàstica catalana a Tunis alhora que garantia la neutralitat del rei català en les pretensions al tron del germà del califa, que s'havia establert primer a Granada però després en territori de Jaume I. Aquesta neutralitat es va mantenir amb successives donacions econòmiques del califa
El 1260 va fer assassinar el seu visir (cap de la cancelleria), el literat andalusí Ibn al-Abbar.
L'atac a Cartago del rei Lluís IX de França, quan va desviar la Vuitena Croada, va refredar les relacions amb els regnes cristians, tot i que el rei francès va morir a Cartago el 25 d'agost de 1270, i al cap d'un mes els croats van reembarcar en aplicació d'un tractat signat amb al-Mustànsir. La derrota croada del rei francès fou en gran part deguda a la neutralitat observada per Jaume I (i en menor mesura per altres sobirans com l'emperador d'Alemanya i el rei de Castella).
Va morir el 1277 i el va succeir el seu fill Yahya al-Wàthiq ibn Muhàmmad.